# Помпеяна
Помпеяна (італ. Pompeiana, ліг. Pompeiana) — муніципалітет в Італії, у регіоні Лігурія,  провінція Імперія.
Помпеяна розташована на відстані близько 440 км на північний захід від Рима, 105 км на південний захід від Генуї, 13 км на захід від Імперії.
Населення — 844 особи (2014).

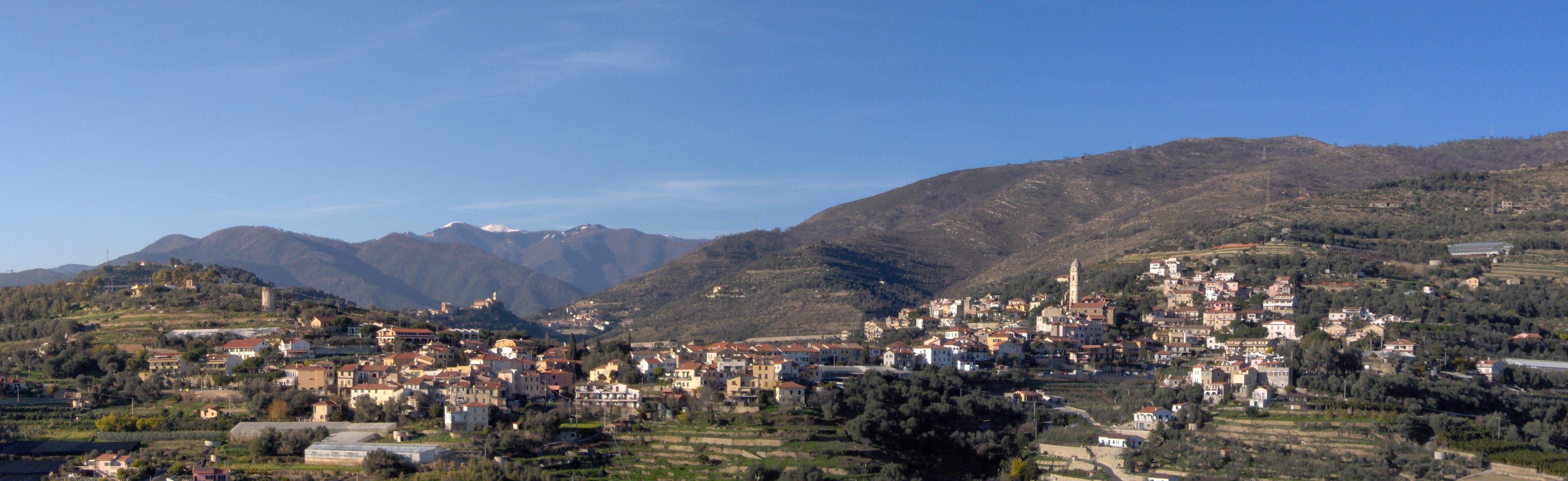

Щорічний фестиваль відбувається 15 серпня. Покровителька — Богородиця Небовзята.

## Демографія
Населення за роками:

Станом на 1 січня 2023 року в муніципалітеті офіційно проживав 61 іноземець з 14 країн, серед них 21 громадянин країн Євросоюзу та 1 громадянин України.

## Сусідні муніципалітети
- Кастелларо
- Чипресса
- П'єтрабруна
- Рива-Лігуре
- Санто-Стефано-аль-Маре
- Терцоріо